# Klevei Mária orléans-i hercegné
Klevei Mária (1426. szeptember 19. – Chaunay, 1487. augusztus 23.) I. Adolf klevei herceg és második hitvese, Burgundi Mária hercegnő hatodik leánya. 
Apai nagyszülei III. Adolf marki gróf és Jülich Margit ravensbergi grófnő, anyai nagyszülei pedig Rettenthetetlen János burgundi herceg és Wittelsbach Margit bajor hercegnő voltak.

## Élete

### Testvérei
Mária testvérei szüleinek 1406-ban kötött házasságából:
- Margit (1416. február 23. – 1444. május 20.), aki kétszer is férjnél volt. Első hitvese III. (Wittelsbach) Vilmos bajor herceg lett 1433. május 11-én, akinek két gyermeket szült házasságuk két éve során, Adolfot és Vilmost. Adolf hétévesen, míg öccse még csecsemőként meghalt. Az asszony ezek után, 1441. január 29-től V. Ulrik württembergi gróf neje volt, akinek két leányt szült, Katalint és Margitot.
- Katalin (1417. május 25. – 1479. február 10.), aki 1423. július 23-án Egmondi Arnold guelders-i herceg felesége lett. Az ötven évig tartó frigyből öt gyermek származott, Mária, Vilmos, Margit, Adolf és Katalin.
- János (1419. február 16. – 1481. szeptember 5.), Kleve későbbi hercege I. János néven. 1455. április 22-én nőül vette Nevers-i Erzsébet grófnőt, aki hat gyermekkel (János, Adolf, Engelbert, Dietrich, Mária és Fülöp) ajándékozta meg férjét.
- Erzsébet (1420–1488), aki 1434. július 15-én hozzáment XXVI. Henrikhez, Schwarzburg-Blankenburg grófjához. A frigyből 11 gyermek jött világra, nyolc fiú és három leány.
- Ágnes (1422–1448), aki 1439. szeptember 30-án hozzáment a későbbi IV. (Trastámara) Károlyhoz, Navarra királyához. A frigyből nem származott gyermek.
- Helén (1423–1471), aki 1436. február 12-én nőül ment Gelf Henrikhez, Brunszvik-Lüneburg hercegéhez. Frigyükből egy leány született, Margit.
- Adolf (1425–1492), aki 1453. május 13-án elvette Coimbrai Beatrix portugál infánsnőt, kitől egy fia és egy lánya született, Fülöp és Lujza.

### Gyermekei
Klevei Máriát 14 esztendősen, 1440. november 27-én Saint-Omerban férjhez adták az akkor 46 éves I. Károly orléans-i herceghez, akitől három gyermeke született:
- Mária (1457. szeptember vagy december 19. – 1493); 1476. szeptember 8-án nőül ment Foix János étampes-i grófhoz, akinek két gyermeket (Germánát és Gastont) szült házasságuk körülbelül 17 éve alatt. Germána 1505-ben hozzáment I. Izabella kasztíliai királynő özvegyéhez, II. Ferdinánd aragóniai királyhoz, II. Johanna kasztíliai királynő és Aragóniai Katalin angol királyné édesapjához.

- Lajos (a későbbi XII. Lajos francia király) (1462. június 27. – 1515. január 1.), 1476. szeptember 8-án feleségül vette XI. Lajos francia király másodszülött leányát, Johannát, ám frigyüket 1498. december 15-én az egyház semmisnek nyilvánította, gyermekük pedig nem született. Lajos 1498. április 7-én lett Franciaország uralkodója, miután Johanna öccse, VIII. Károly gyermektelenül halt meg. 1499. január 8-án Lajos nőül vette VIII. Károly özvegyét, Bretagne-i Annát, aki kilenc alkalommal lett várandós, ám csak 6 gyermek jött világra, mivel a királyné háromszor elvetélt. A hat gyermekből négy fiú volt, ám ők halva születtek, 1500-ban, 1503-ban, 1508-ban és 1512-ben. A másik két gyermek, aki világra jött, leány volt, Klaudia és Renáta. Klaudia 1499. október 13-án született, Renáta pedig 1510. október 25-én. Lajosnak volt egy törvénytelen fia is, Michel Bucy, aki 1485-ben vagy 1489-ben született, s később Bourges érseke lett.

Lajos hitvese, Anna 1514. január 9-én meghalt, özvegye pedig még az év október 9-én feleségül vette a 18 éves Tudor Mária angol királyi hercegnőt, VII. Henrik harmadik leányát, a későbbi VIII. Henrik húgát. A házasságot állítólag el sem hálták, mivel a király akkor már nagyon sokat betegeskedett. Mivel ebből a frigyből sem született fia a királynak, a lánya, Klaudia pedig nőként nem örökölhette apja trónját, ezért a hercegnő 1514. május 18-án hozzáment másodunokatestvéréhez, Franciaország következő királyához, I. Ferenchez, így királynő ugyan nem lett, ám királyné igen. A házasságból hét gyermek származott, Lujza, Sarolta, Ferenc, Henrik, Magdolna, Károly és Margit.
Lajos másik leánya, Renáta 1528 áprilisában hozzáment II. (Este) Herkuleshez, Ferrara hercegéhez, akitől öt gyermeke született, Anna, Alfonz, Lukrécia Mária, Eleonóra és Lajos.
- Anna (1464–1491), 1477-től Fontevraud rendfőnöknője.

Klevei Mária Károlynak már a harmadik felesége volt, első hitvese az unokatestvére, Valois Izabella francia királyi hercegnő (II. Richárd angol király özvegye) volt 1406-tól 1409-ig, akitől egy leánya (Johanna) született 1409-ben, másodjára pedig Bonne d'Armagnac grófnőt vette feleségül 1410-ben. Bonne 1430-ban vagy 1435-ben halt meg.
1465-ben Mária megözvegyült, ám 1480-ban állítólag titokban ismét férjhez ment, a nála pár évvel fiatalabb udvaronchoz, egy bizonyos „Sieur de Rabodanges”-hoz. Az özvegy hercegné 1487-ben hunyt el, 60 esztendős korában. A hercegné nagy pártfogója volt a művészeteknek, legfőképpen pedig a költészetnek, sőt ő maga is szívesen írt verseket és balladákat.